# فاناثيريمبتينم
فاناثيريمبتينم (بالإنجليزية: Vanathirayampattinam)‏ هي منطقة سكنية تقع في الهند في ضاحية أريلور. يقدر عدد سكانها بـ 4,195 نسمة .